# Rudolf Toussaint

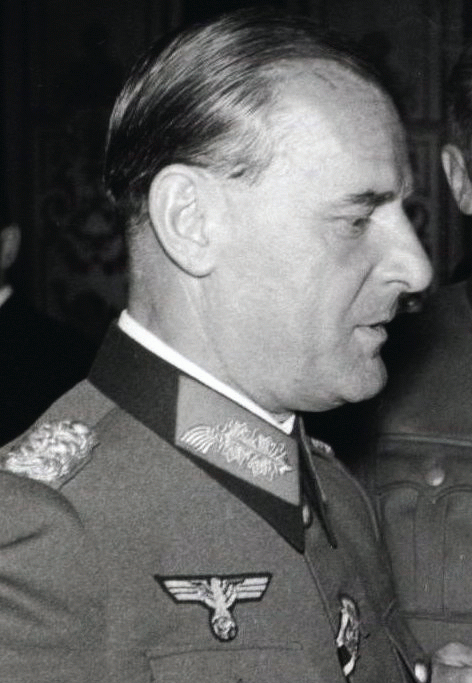
Rudolf Toussaint

Rudolf Toussaint (* 2. Mai 1891 in Egglkofen; † 1. Juli 1968 in München) war ein deutscher Offizier, zuletzt General der Infanterie im Zweiten Weltkrieg.

## Leben
Toussaint schlug nach dem Ende seiner Schullaufbahn die Laufbahn eines Berufssoldaten ein, trat 1911 in die Bayerische Armee ein und diente im 18. Infanterie-Regiment „Prinz Ludwig Ferdinand“. Von 1914 bis 1918 nahm er als Offizier durchgehend am Ersten Weltkrieg teil. Nach Kriegsende wurde er in die Reichswehr übernommen und dort am 1. Februar 1923 zum Hauptmann im 21. (Bayerisches) Infanterie-Regiment befördert. Seit 1927 war er als Hauptmann im Reichswehrministerium in der Abteilung „Fremde Heere“ (T3) tätig, wo er auch zum Major befördert wurde. Nach Überführung der Reichswehr in die Wehrmacht wurde er Anfang April 1938 zum Oberst befördert. Er sprach neben Französisch auch fließend Tschechisch und Italienisch.
Ab November 1936 war er Luft- und Militärattaché an der deutschen Botschaft in Prag und in Bukarest. Von Anfang April 1939 bis Oktober 1941 als Luft- und Militärattaché an der deutschen Botschaft in Belgrad. Anschließend war er z. b. V. beim Oberkommando des Heeres (OKH) und ab November 1941 Wehrmachtbefehlshaber beim Reichsprotektor in Böhmen und Mähren. Im September 1943 wurde er zum General der Infanterie befördert und zeitgleich als Nachfolger von Enno von Rintelen zum „Deutschen General im Hauptquartier der italienischen Wehrmacht in Rom“ ernannt. Nach dem Waffenstillstand von Cassibile war er Militärbefehlshaber in Italien (auf Betreiben Benito Mussolinis nach wenigen Tagen in „Bevollmächtigter General der Deutschen Wehrmacht bei der Italienischen Faschistischen Regierung“ umbenannt). Im Juli 1944 wechselte Toussaint wiederum als Bevollmächtigter der Wehrmacht und Befehlshaber im Wehrkreis Böhmen und Mähren nach Prag. 1945 war er kurzzeitig zusätzlich deutscher Stadtkommandant von Prag.
Unmittelbar nach Abschluss der Waffenstillstandsverhandlungen zum Prager Aufstand am 8. Mai 1945 morgens begab er sich nach Pilsen in US-amerikanische Kriegsgefangenschaft. 1946 wurde er an die tschechoslowakischen Behörden ausgeliefert und wegen der Mitverantwortung am Massaker von Lidice und der Zerstörung des Ortes am 26. Oktober 1948 zu einer lebenslangen Freiheitsstrafe verurteilt. Die Strafe wurde später auf 25 Jahre reduziert. 1961 kam Toussaint aus der Haft frei und wurde im Rahmen eines Austausches gegen tschechoslowakische Agenten mit Ernst Hitzegrad und Richard Schmidt (1899–1977) in die Bundesrepublik Deutschland überstellt. Während seiner Haftzeit schuf er eigenen Aussagen zufolge über 500 Ölgemälde für tschechoslowakische Behörden und Ministerien. Toussaint wurde – wie andere gefangene ehemalige Wehrmachtsangehörige und Nationalsozialisten auch – im Mai 1955 vom tschechoslowakischen Staatssicherheitsdienst in der Hoffnung auf baldige Freilassung zur Verwendung im Ausland angeworben, kam jedoch nicht zum Einsatz.

## Auszeichnungen
- Eisernes Kreuz (1914) II. und I. Klasse[7]
- Verwundetenabzeichen (1918) in Schwarz[7]
- Bayerischer Militärverdienstorden IV. Klasse mit Schwertern[7]
- Spange zum Eisernen Kreuz II. und I. Klasse